# Chrysomallon squamiferum

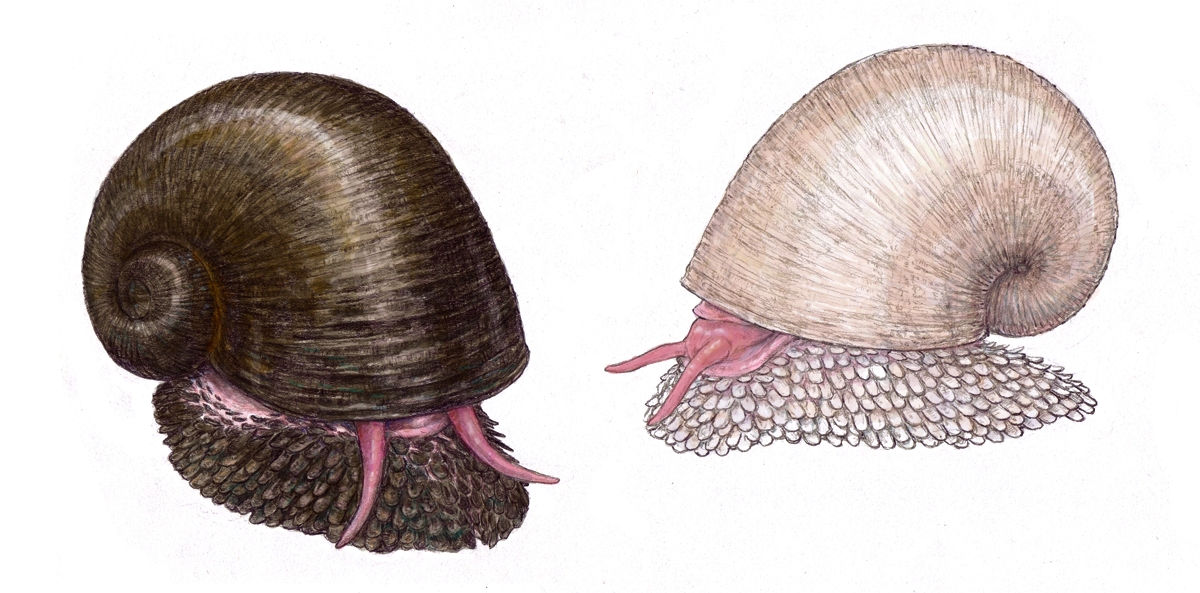
Chrysomallon squamiferum

Chrysomallon squamiferum  (лат.) — вид брюхоногих моллюсков из семейства Peltospiridae, единственный в роде Chrysomallon. Обитает около глубоководных гидротермальных источников. Единственный известный организм, у которого одним из материалов скелета служат сульфиды железа.

## Открытие и наименование
Этот вид был обнаружен в 2001 году в ходе международной экспедиции, исследовавшей «чёрные курильщики» (гидротермальные источники с высокоминерализованной горячей водой) в Индийском океане на тройной точке Родригес (место стыка трёх литосферных плит), на глубинах 2415—2460 метров.
В 2003 году вышла публикация с молекулярно-филогенетическими и анатомическими данными про вид, но ему так и не было формально присвоено имя; не был выбран и типовой экземпляр. Однако последовательность 16S-рРНК моллюска была внесена в базу данных GenBank под названием Chrysomallon squamiferum, и это название, хотя и являлось nomen nudum, стало широко употребляться в литературе. Формальное описание, отвечающее требованиям Международного кодекса зоологической номенклатуры, вид получил лишь в 2015 году.
Родовое название Chrysomallon по-гречески означает «золотоволосый» (что связано с наличием в составе раковины и склеритов пирита — «золота дураков»), а видовое squamiferum по-латыни означает «несущий чешую».

## Описание
Максимальный размер раковины достигает 4,55 см (очень крупный для своего семейства моллюск), а в среднем у взрослых особей — 32 мм. Раковина с примерно 3 оборотами и очень большим эллиптическим устьем; поверхность с мелкими рёбрами. Изнутри раковина молочно-белая, снаружи чёрно-коричневая.
На голове есть щупальца; глаз не видно. Нога у живых особей красного цвета, полностью втягиваться в раковину не может. Полового диморфизма не обнаружено.

### Скелетные элементы
Нога этого моллюска покрыта сотнями особых пластинок — склеритов (уникальный случай среди брюхоногих). Они достигают 8 мм в длину, состоят из конхиолина и покрыты слоем сульфидов железа — грейгита Fe3S4 и пирита FeS2. Вначале предполагалось, что совокупность склеритов гомологична оперкулуму (крышечке, закрывающей устье раковины у многих других улиток), но позже оказалось, что оперкулум присутствует вместе со склеритами и скрыт под ними.
Раковина этого моллюска тоже необычна. Наружный слой (до 30 мкм в толщину) состоит из сульфидов железа. Средний слой раковины в пять раз толще (около 150 мкм) и состоит из органического вещества, похожего на белок конхиолин. Внутренний слой раковины, как и у большинства других моллюсков, образован арагонитом (один из естественных полиморфов карбоната кальция, CaCO3) — весьма обычным для беспозвоночных скелетным материалом. Это самый толстый слой (около 250 мкм).
Каждый слой раковины выполняет свою функцию, обеспечивая эффективную защиту тела моллюска. Органический слой поглощает механическое напряжение и делает раковину значительно более плотной. Он также способен рассеивать тепло.
Науке не известно ни одно другое животное, у которого среди материалов скелетных элементов были бы сульфиды железа. Редкость этих веществ в качестве биологического «строительного материала» объясняется их нестабильностью (они относительно легко окисляются кислородом). Но вблизи гидротермальных источников, являющихся местом обитания данного вида, вода богата минералами, в том числе соединениями серы с железом, цинком и медью.

## Симбионты
Питание Chrysomallon squamiferum по большей части обеспечивают симбиотические бактерии. Они находятся в пищеводной железе и принадлежат к одному виду, относящемуся к группе гамма-протеобактерий. В связи с таким питанием пищеварительная система улитки сильно редуцирована (её объём более чем в 10 раз меньше обычного для улиток, питающихся осадками). В её кишечнике не находили ничего, кроме сульфидов железа. Слабо развита и радула. Однако кровеносная система Chrysomallon squamiferum развита хорошо (как и у других улиток, имеющих эндосимбионтов), а объём её пищеводной железы во много раз больше обычного. Склериты улитки населяет множество бактерий разных видов (в основном эпсилон-протеобактерии). Возможно, они участвуют в минерализации этих склеритов.

## Бионическиеисследования
Одно из исследований Chrysomallon squamiferum было частично профинансировано Вооружёнными силами США. Моллюск привлёк их внимание благодаря уникальному строению раковины, которое обеспечивает многостороннюю механическую защиту — высокое сопротивление излому, изгибу и растяжению, эффективное гашение ударов и устойчивость к растрескиванию. Эти особенности представляют большой технологический интерес в целом ряде сфер гражданского и военного применения. Наиболее перспективным считается использование результатов данных исследований в разработке нового прототипа брони для бронежилетов и шлемов.